# Linwood (Nebraska)
Linwood és una població dels Estats Units a l'estat de Nebraska. Segons el cens del 2000 tenia 118 habitants.

## Demografia
Segons el cens del 2000, Linwood tenia 118 habitants, 45 habitatges, i 26 famílies. La densitat de població era de 126,6 habitants per km².
Dels 45 habitatges en un 35,6% hi vivien nens de menys de 18 anys, en un 48,9% hi vivien parelles casades, en un 6,7% dones solteres, i en un 42,2% no eren unitats familiars. En el 31,1% dels habitatges hi vivien persones soles el 13,3% de les quals corresponia a persones de 65 anys o més que vivien soles. El nombre mitjà de persones vivint en cada habitatge era de 2,62 i el nombre mitjà de persones que vivien en cada família era de 3,31.
Per edats la població es repartia de la següent manera: un 33,1% tenia menys de 18 anys, un 5,1% entre 18 i 24, un 30,5% entre 25 i 44, un 21,2% de 45 a 60 i un 10,2% 65 anys o més.
L'edat mediana era de 34 anys. Per cada 100 dones de 18 o més anys hi havia 119,4 homes.
La renda mediana per habitatge era de 31.250 $ i la renda mediana per família de 40.833 $. Els homes tenien una renda mediana de 31.528 $ mentre que les dones 21.250 $. La renda per capita de la població era de 13.654 $. Aproximadament el 10,7% de les famílies i el 9% de la població estaven per davall del llindar de pobresa.

## Poblacions més properes
El següent diagrama mostra les poblacions més properes.